# Skarzyn (gromada w powiecie płońskim)
Skarzyn (alt. Skarżyn) – dawna gromada, czyli najmniejsza jednostka podziału terytorialnego Polskiej Rzeczypospolitej Ludowej w latach 1954–1972.
Gromady, z gromadzkimi radami narodowymi (GRN) jako organami władzy najniższego stopnia na wsi, funkcjonowały od reformy reorganizującej administrację wiejską przeprowadzonej jesienią 1954 do momentu ich zniesienia z dniem 1 stycznia 1973, tym samym wypierając organizację gminną w latach 1954–1972.
Gromadę Skarzyn z siedzibą GRN w Skarzynie (w obecnym brzmieniu Skarżyn) utworzono – jako jedną z 8759 gromad na obszarze Polski – w powiecie płońskim w woj. warszawskim, na mocy uchwały nr VI/10/14/54 WRN w Warszawie z dnia 5 października 1954. W skład jednostki weszły obszary dotychczasowych gromad Brody, Ilinko, Ilino, Plilitowo, Skarzyn i Wilamowice oraz wieś Skrzynki z dotychczasowej gromady Jeżewo ze zniesionej gminy Wójty-Zamoście w tymże powiecie. Dla gromady ustalono 14 członków gromadzkiej rady narodowej.
Gromadę zniesiono 31 grudnia 1959 1 stycznia 1960, a jej obszar włączono do nowo utworzonej gromady Wójty Zamoście gromady Płońsk w tymże powiecie (wykreślone zmiany retroaktywnie uchylone uchwałami z 25 lutego 1960).